# Kamen Rider Ex-Aid Trilogy: Another Ending
Kamen Rider Ex-Aid Trilogy: Another Ending (仮面ライダーエグゼイド トリロジー アナザー・エンディング Kamen Raidā Eguzeido Torirojī Anazā Endingu) ゼイドトリロジーアナザー là một phần của Kamen Rider Ex-Aid. Nó được phát hành giới hạn tại các rạp chiếu phim Nhật Bản vào ngày 3 tháng 2 năm 2018.
Diễn ra hai năm sau các sự kiện trong Kamen Rider Ex-Aid the Movie: True Ending, bộ phim kể về các câu chuyện không có trong series, cũng như cho Dan Kuroto / Kamen Rider Genm là nhân vật phản diện chính / "Ông trùm cuối cùng".
Phần đầu tiên, Kamen Rider Brave & Snipe (仮面ライダーブレイブ&スナイプ Kamen Raidā Bureibu Ando Sunaipu) tập trung vào các nhân vật của Kagami Hiiro / Kamen Rider Brave ra rạp và ngày 28 tháng 3 trên DVD và Blu-Ray..
Phần thứ hai, Kamen Rider Para-DX with Poppy (仮面ライダーパラドクスwithポッピー Kamen Raidā Paradokusu Wizu Poppī) tập trung vào Parado / Kamen Rider Para-DX trên các rạp chiếu phim và ngày 11 tháng 4 năm 2018 trên DVD và Blu-ray. Nó cũng có sự ra mắt của Kamen Rider Another Para-DX, người được miêu tả là một đối trọng với chính Parado..
Phần thứ ba và là phần cuối cùng, Kamen Rider Genm vs. Lazer (仮面ライダーゲンムVSレーザー Kamen Raidā Genmu Bāsasu Rēzā) tập trung vào Dan Kuroto / Kamen Rider Genm và Kujo Kiriya / Kamen Rider Lazer, ngày 3 tháng 3 năm 2018 2018 trên DVD và Blu-ray. Nó cũng có sự ra mắt của Kamen Rider Genm God Maximum Gamer Level Billion và Kamen Rider Lazer Level X.

## Nội dung

### Kamen Rider Brave & Snipe
Saki Momose được cho là đã biến mất bất ngờ xuất hiện cùng với Lovrica Bugster, người thao túng cô. Luke Kidman, một người Mỹ có hứng thú với Nico Saiba đã bị các triệu chứng của Bệnh Game của Lovrica. Khi Brave và Snipe đang cố gắng xử lý tình huống của họ, Kuroto Dan bắt đầu âm mưu từ trong bóng tối.

### Kamen Rider Para-DX với Poppy
Saiko Yaotome là một bác sĩ chuyên về các phương pháp điều trị phục hồi và điều phối "Hãy tạo ra Bugsters", một trò chơi huấn luyện mới được tạo ra để phục hồi những người đã biến mất. Cuộc chạy thử có Emu cùng với Parado và Saiko cùng với Poppy. Parado thực sự đã bị mắc kẹt và anh phải đối mặt với phiên bản bí ẩn của mình, với sức mạnh của mối liên kết với Emu.

### Kamen Rider Genm vs.Lazer
Sử dụng God Maximum Mighty X, Kuroto Dan khiến cả thế giới rơi vào Zombie Chronicle. Kiriya đã tìm thấy chìa khóa để đối mặt với sức mạnh mà thậm chí Muteki không thể vượt qua và sau khi nhận được một tin nhắn nhất định từ Masamune, anh phải đối mặt với Genm.

## Diễn viên
Diễn viên thông thường 
- Kuroto Dan (檀 黎斗 Dan Kuroto?): Tetsuya Iwanaga (岩永 徹也 Iwanaga Tetsuya?)
- Kiriya Kujo (九条 貴利矢 Kujō Kiriya?): Hayato Onozuka (小野塚 勇人 Onozuka Hayato?)
- Emu Hojo (宝生 永夢 Hōjō Emu?): Hiroki Iijima (飯島 寛騎 Iijima Hiroki?)
- Asuna Karino (仮野 明日那 Karino Asuna?): Ruka Matsuda (松田 るか Matsuda Ruka?)
- Saiko Yaotome (八乙女 紗衣子 Yaotome Saiko?): Yurina Yanagi (柳 ゆり菜 Yanagi Yurina?) [10]
- Masamune Dan (檀 正宗 Dan Masamune?): Hiroyuki Takami (貴水 博之 Takami Hiroyuki?)

Kamen Rider Brave & Snipe 
- Hiiro Kagami (鏡 飛彩 Kagami Hiiro?): Toshiki Seto (瀬戸 利樹 Seto Toshiki?)
- Taiga Hanaya (花家 大我 Hanaya Taiga?): Ukyo Matsumoto (松本 享恭 Matsumoto Ukyō?)
- Nico Saiba (西馬 ニコ Saiba Niko?): Reina Kurosaki (黒崎 レイナ Kurosaki Reina?)
- Saki Momose (百瀬 小姫 Momose Saki?): Kana Nakagawa (中川 可菜 Nakagawa Kana?)
- Thư ký cửa hàng bánh: Kurumi Miki (三木 くるみ Miki Kurumi?)
- Nhà nghiên cứu: Daisuke Wachi (和知 大祐 Wachi Daisuke?)
- Ren Amagasaki (天ヶ崎 恋 Amagasaki Ren?): Shinya Kote (小手 伸也 Kote Shinya?)
- Luke Kidman (ルーク・キッドマン Rūku Kiddoman?): Harry Sugiyama (ハリー杉山 Harī Sugiyama?) [10]
- Lovrica Bugster (ラヴリカバグスター Ravurika Bagusutā?, Voice): Junichi Suwabe (諏訪部 順一 Suwabe Jun'ichi?)

Kamen Rider Para-DX với Poppy 
- Parado (パラド Parado?), Black Parado (ブラックパラド Burakku Parado?): Shouma Kai (甲斐 翔真 Kai Shōma?)
- Graphite (グラファイト Gurafaito?): Shouma Machii (町井 祥真 Machii Shōma?)
- Sakurako Dan (檀 櫻子 Dan Sakurako?) Rie Nakai (中井 理恵 Nakai Rie?)
- Tsukuru Koboshi (小星 作 Koboshi Tsukuru?): Shohei Uno (宇野 祥平 Uno Shōhei?)

Kamen Rider Genm vs. Lazer
- Hiiro Kagami: Toshiki Seto
- Taiga Hanaya: Ukyo Matsumoto
- Parado: Shouma Kai
- Nico Saiba: Reina Kurosaki
- Miwa (ミワ?): Miho Kaneno (金野 美穂 Kaneno Miho?)
- Cha của Miwa: Akiyoshi Shibata (柴田 明良 Shibata Akiyoshi?)
- Phát thanh viên: Marin (麻鈴?)
- Nhà nghiên cứu: Daisuke Wachi

## Âm nhạc
- "Chiến sĩ" 
  - Lời bài hát: Takayuki Tazawa
  - Thành phần: Keiichi Miyako
  - Sắp xếp: Rayflower
  - Nghệ sĩ: Rayflower

Bài hát chủ đề của Kamen Rider Brave & Snipe.
- "Trái tim thật" 
  - Lời bài hát: Mio Aoyama, Kyasu Morizuki
  - Thành phần: ats-
  - Sắp xếp: Toru Watanabe, Takehito Shimizu
  - Nghệ sĩ: Ruka Matsuda

Bài hát chủ đề của Kamen Rider Para-DX với Poppy.
- "Tín đồ" 
  - Lời bài hát & Thành phần: BOUNCEBACK
  - Sắp xếp: Takehito Shimizu, Toru Watanabe
  - Nghệ sĩ: Hiroyuki Takami

Bài hát chủ đề của Kamen Rider Genm vs. Lazer.